# Liste norwegischer Schachspieler
Die Liste norwegischer Schachspieler enthält Schachspieler, die für den norwegischen Schachverband spielberechtigt sind oder waren und mindestens eine der folgenden Bedingungen erfüllen:
- Träger einer der folgenden FIDE-Titel: Großmeister, Ehren-Großmeister, Internationaler Meister, Großmeisterin der Frauen, Ehren-Großmeisterin der Frauen, Internationale Meisterin der Frauen;
- Träger einer der folgenden ICCF-Titel: Großmeister, Verdienter Internationaler Meister, Internationaler Meister, Großmeisterin der Frauen, Internationale Meisterin der Frauen;
- Gewinn einer nationalen Einzelmeisterschaft;
- eine historische Elo-Zahl von mindestens 2500 (vor Einführung der Elo-Zahl im Juli 1971).

## A
- Simen Agdestein (* 1967), Großmeister, norwegischer Meister

## B
- Torstein Bae (* 1979), Internationaler Meister
- Olaf Barda (1909–1971), Internationaler Meister, Fernschachgroßmeister, norwegischer Meister[1]
- Ivar Bern (* 1967), Internationaler Meister, Fernschachgroßmeister
- Silje Bjerke (* 1982), Internationale Meisterin
- Holger Blauhut (* 1969), Verdienter Internationaler Meister im Fernschach[2]
- Raimond Boger (* 1964), Fernschachgroßmeister
- Jacob Brekke (1883–1976), norwegischer Meister

## C
- Magnus Carlsen (* 1990), Großmeister, norwegischer Meister
- Johan-Sebastian Christiansen (* 1998), Großmeister
- Hans Christian Christoffersen (1882–1966), norwegischer Meister

## D
- Ingrid Dahl (* 1964), Internationale Meisterin
- Vadims Daškevičs (* 1986), Internationaler Meister[3]
- Rune Djurhuus (* 1970), Großmeister, Internationaler Meister im Fernschach
- Olga Dolgowa (* 1987), Internationale Meisterin[4]
- Olha Dolschykowa (* 1979), Großmeisterin, norwegische Meisterin der Frauen[5]

## E
- Frode Elsness (* 1973), Internationaler Meister, norwegischer Meister
- Axel Martinius Erichsen (1883–1965), norwegischer Meister

## F
- Erik Fossan (*  1971), Internationaler Meister
- Roy Fyllingen (* 1975), Internationaler Meister, norwegischer Meister

## G
- Einar Gausel (* 1963), Großmeister, norwegischer Meister
- Nicolai Getz (* 1991), Internationaler Meister
- Atle Grønn (* 1971), Internationaler Meister
- Andreas Gulbrandsen (1906–1988), norwegischer Meister
- Eirik Gullaksen (* 1966), Internationaler Meister, Internationaler Meister im Fernschach

## H
- Einar Haave (1908–1962), norwegischer Meister
- Ellen Hagesæther (* 1978), Internationale Meisterin
- Benjamin Haldorsen (* 1999), Internationaler Meister
- Jesper Hall (* 1971), Internationaler Meister[6]
- Trygve Halvorsen, norwegischer Meister
- Jon Ludvig Hammer (* 1990), Großmeister
- Torbjørn Ringdal Hansen (* 1979), Großmeister
- Johannes Haug (* 2000), Internationaler Meister
- Lars Oskar Hauge (* 1998), Internationaler Meister
- Arild Haugen (* 1952), Fernschachgroßmeister
- Petter Haugli (* 1958), Internationaler Meister
- Sverre Heim (* 1951), Meisterspieler, norwegischer Meister
- Knut Jøran Helmers (1957–2021), Internationaler Meister, norwegischer Meister
- Ragnar Hoen (1940–2019), norwegischer Meister
- Øystein Hole (* 1971), Internationaler Meister
- Kristian Stuvik Holm (* 1998), Internationaler Meister
- Frank Hovde (* 1959), Fernschachgroßmeister

## J
- Leif Erlend Johannessen (* 1980), Großmeister
- Svein Johannessen (1937–2007), Internationaler Meister, norwegischer Meister
- Eugen Johnsen, norwegischer Meister

## K
- Oluf Kavlie-Jørgensen (1902–1984), norwegischer Meister
- Mary Klingen (1924–2009), Internationale Meisterin im Fernschach
- Harry Kongshavn (* 1899; † 1969 oder 1970), norwegischer Meister
- Niina Koskela (* 1971), Großmeisterin[7]
- Erling Kristiansen (1936–2022), norwegischer Meister
- Arne Krogdahl (1909–1988), norwegischer Meister
- Hanna B Kyrkjebø (* 1998), norwegische Meisterin der Frauen

## L
- Daan de Lange (1915–1988), norwegischer Meister
- Bjarte Leer-Helgesen (* 1978), Internationaler Meister
- Espen Lie (* 1984), Internationaler Meister, norwegischer Meister
- Kjetil Lie (* 1980), Großmeister, norwegischer Meister
- Josef Lilja (1878–1959), norwegischer Meister
- Morten Lilleøren (* 1955), Fernschachgroßmeister
- Lasse Østebø Løvik (* 1992), Internationaler Meister
- Leif Lund (1884–1932), norwegischer Meister

## M
- Sebastian Mihajlov (* 1999), Internationaler Meister[8]
- Erlend Mikalsen (* 1993), Internationaler Meister
- Andreas Moen (* 1979), Internationaler Meister
- Otto Birger Morcken (1910–2009), norwegischer Meister
- Erling Myhre (1903–1971), norwegischer Meister
- Semen Mytusow (* 2006), Internationaler Meister[9]

## N
- Viktorija Ni (* 1991), Internationale Meisterin der Frauen[10]
- Joachim Birger Nilsen (* 1993), Internationaler Meister
- Helge Nordahl (* 1975), Internationaler Meister
- Benjamin Arvola Notkevich (* 1993), Großmeister

## O, Ø
- Per Ofstad (* 1934), norwegischer Meister, Internationaler Meister im Fernschach
- Leif Øgaard (* 1952), Großmeister, norwegischer Meister
- Berge Østenstad (* 1964), Großmeister, norwegischer Meister
- Geir Sune Tallaksen Østmoe (* 1985), Internationaler Meister[11]

## P
- Martin Percivaldi (* 1999), Internationaler Meister[12]

## R
- Ernst Rojahn (1909–1977), norwegischer Meister
- Jewgeni Romanow (* 1988), Großmeister[13]

## S
- Magne Sagafos (* 1984), Internationaler Meister
- Bjarke Sahl (* 1956), Internationaler Meister[14]
- Johan Salomon (* 1997), Großmeister, norwegischer Meister
- Jørgen Saurén (1900–1976), norwegischer Meister
- Wolfram Schön (* 1967), Internationaler Meister[15]
- Maxim Barth Stanford (* 1976), Internationaler Meister[16]
- Sheila Barth Stanford (* 1974), Internationale Meisterin[17]
- Petter Stigar (* 1961), Fernschachgroßmeister
- Kjetil Stokke (* 1983), Internationaler Meister
- Paul Svedenborg (* 1947), norwegischer Meister

## T

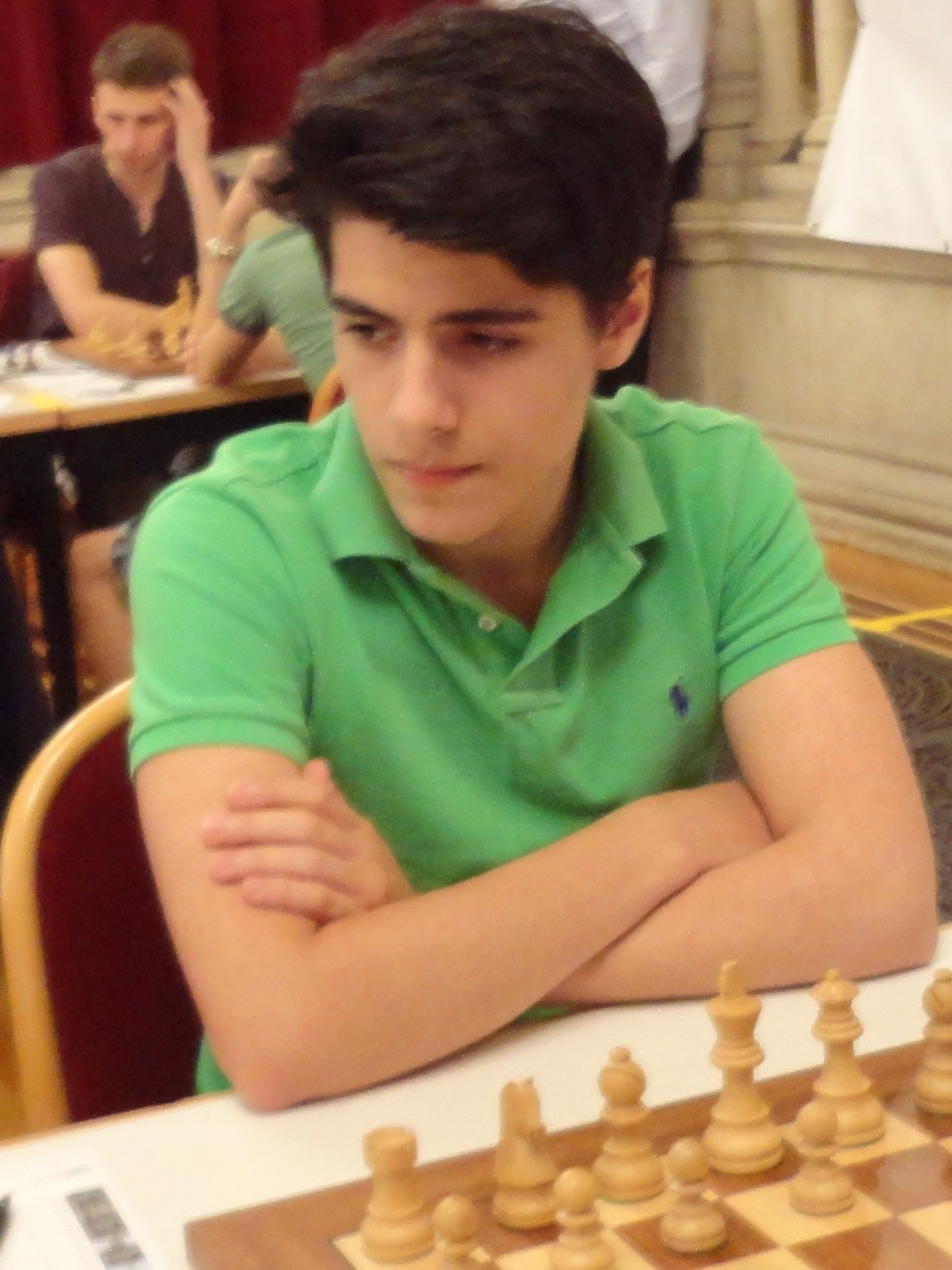
Aryan Tari, 2015 in Wien

- Aryan Tari (* 1999), Großmeister, norwegischer Meister[18]
- Joachim Thomassen (* 1990), Internationaler Meister
- Bjørn Tiller (* 1959), Internationaler Meister, norwegischer Meister
- Jonathan Tisdall (* 1958), Großmeister, norwegischer Meister[19]
- Katrine Tjølsen (* 1993), Internationale Meisterin

## U
- Frode Urkedal (* 1993), Großmeister, norwegischer Meister

## V
- Mads Vestby-Ellingsen (* 2002), Internationaler Meister
- Aage Vestøl (1922–2008), norwegischer Meister
- Arne Vinje-Gulbrandsen (1943–2011), Internationaler Meister, Fernschachgroßmeister, norwegischer Meister

## W
- John-Paul Wallace (* 1976), Internationaler Meister, australischer Meister[20]
- Terje Wibe (* 1947), Internationaler Meister, norwegischer Meister, Fernschachgroßmeister

## Z
- Arne Zwaig (1947–2022), Internationaler Meister, norwegischer Meister